# Starrer Körper (Algebra)
Ein starrer Körper (englisch: rigid field) ist im mathematischen Teilgebiet der Algebra eine ausgezeichnete algebraische Struktur, und zwar ein Körper, der als (Körper-)Automorphismus nur einen einzigen, den trivialen, nämlich die Identität, zulässt.

## Beispiele
Ein Primkörper {\displaystyle \Pi } ist starr. Denn für jeden Automorphismus {\displaystyle \sigma } ist {\displaystyle \operatorname {Fix} (\Pi ,\sigma ):=\{x\in \Pi \;|\;\sigma (x)=x\}} in {\displaystyle \Pi } enthalten und ein Körper (der Fixkörper). Da {\displaystyle \Pi } keinen echten Teilkörper enthält, ist der Fixkörper gleich ganz {\displaystyle \Pi }, und {\displaystyle \sigma } wirkt trivial auf {\displaystyle \Pi }.
Starre Körper der Charakteristik 0 sind beispielsweise die euklidischen Körper, dazu gehören u. a. der Körper der reellen Zahlen {\displaystyle \mathbb {R} } und der reell abgeschlossene Körper {\displaystyle \mathbb {A} \cap \mathbb {R} } der reellen algebraischen Zahlen, sowie der (nichteuklidische) Primkörper der rationalen Zahlen {\displaystyle \mathbb {Q} }.

## Gegenbeispiele
Ein Zwischenkörper ist nicht automatisch starr, wenn Ober- und Teilkörper es sind. Bspw. hat der quadratische Zahlkörper {\displaystyle \mathbb {Q} ({\sqrt {2}})}, der zwischen den rationalen Zahlen und den reellen Zahlen liegt ({\displaystyle \mathbb {Q} \subset \mathbb {Q} ({\sqrt {2}})\subset \mathbb {A} \!\cap \!\mathbb {R} }), eine nicht-triviale Konjugationsabbildung.
Ein Körper der Charakteristik 0, der ein Element {\displaystyle \mathrm {i} } mit {\displaystyle \mathrm {i} ^{2}=-1} enthält, enthält auch eine Konjugationsabbildung, ist also nicht starr.